# Мацак Наталія Олександрівна
 Мацак Наталія Олександрівна (нар. 17 березня 1982) — українська балерина, прима Національного академічного театру опери та балету України імені Тараса Шевченка. Заслужена артистка України.

## Біографія
Народилася 17 березня 1982 року в Києві. Навчалася у Київському державному хореографічному училищі. Після закінчення навчання у 2000 році запрошена у труппу Національного академічного театру опери та балету України імені Тараса Шевченка. З 2001 року є провідною солісткою театру. У 2008 році Наталії Мацак присвоєно звання «Заслужений артист України»
Танцювала у парі з Метью Голдінгом (Лондонський королівський балет), Вадимом Мунтагіровом (Covent Garden), Андрієм Уваровим, Денисом Родькіним (Большой театр), Ігорем Колбом, Кіміном Кімом (Маріїнський театр), Денисом Недаком, Яном Ваня, Сергієм Сидорським, Денисом Матвієнком тощо.
Гастролювала у Франції, Італії, Греції, Іспанії, Великій Британії, Швейцарії, США, Китаї, Кореї, Індії, Німеччині, Латинській Америці, Японії, Фінляндії, Росії, Португалії, Мексиці тощо.

## Репертуар
- «Баядерка» — Нікія, Гамзатті
- «Спляча красуня» — Аврора
- «Лебедине озеро» — Одетта-Оділія
- «Лускунчик» - Маша (Клара)
- «Сильфіда» — Сильфіда
- «Жізель» — Жізель
- «Раймонда» — Раймонда
- «Дон Кіхот» — Кітрі
- «Корсар» — Медора
- «Спартак» — Егіна
- «Легенда про Любов» — Мехмене Бану
- «Лауренсія» — Лауренсія
- «Шехерезада» — Зобеїда
- «Кармен-сюіта» — Кармен
- «Віденський вальс» — Карла
- «Даніелла» — Даніелла
- «Білосніжка» — Білосніжка
- «Червона Жізель» — дует
- «Гранд па-класік» — Обер
- «Тарантелла»
- «Класичне па де де»
- «Эсмеральда» (па де де)
- «Диана та Актеон» (па де де)

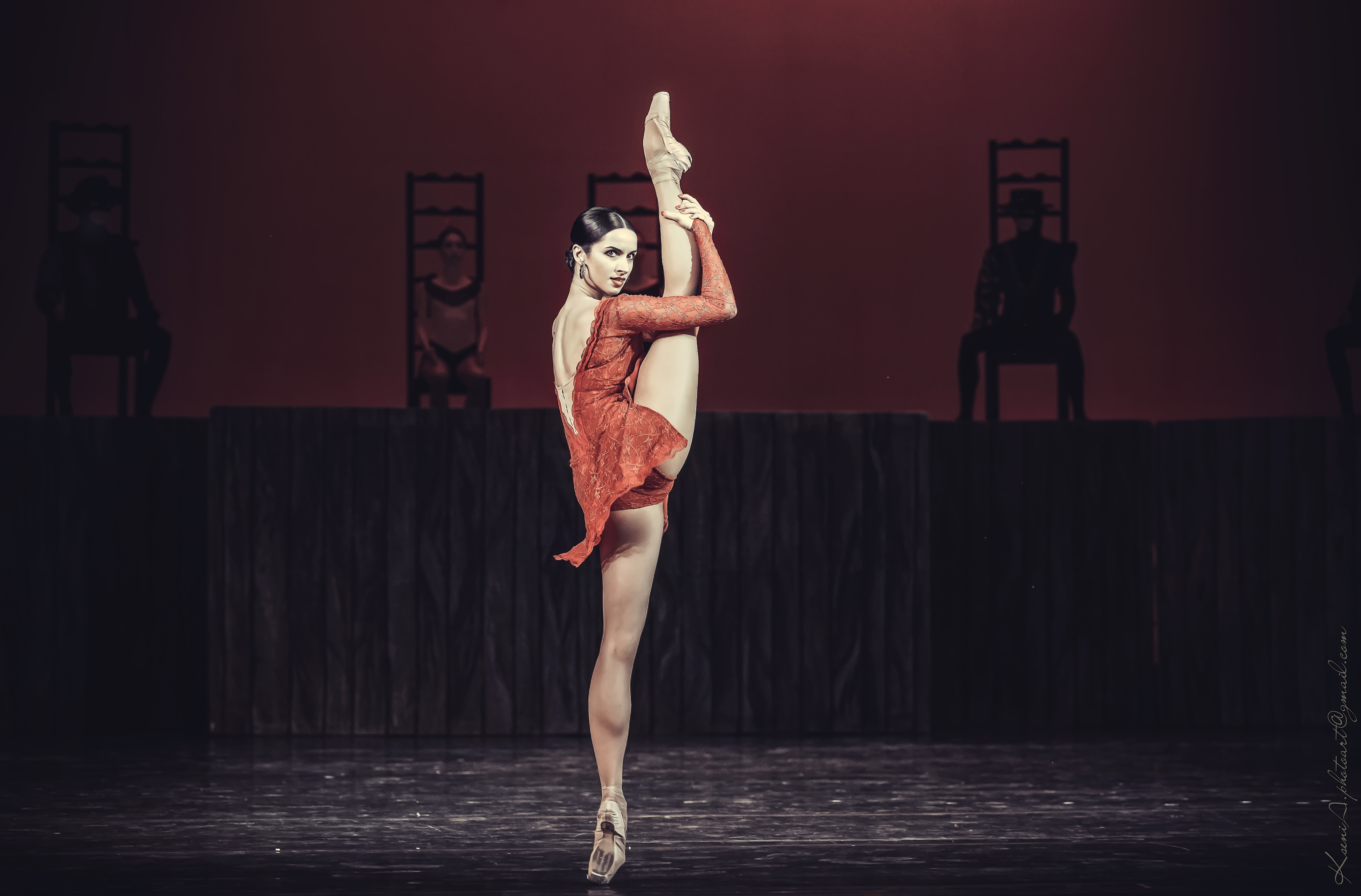
Наталія Мацак у ролі Кармен на сцені Національної опери

- «Heute ist das Gestern von morgen»
- «Скажи тихіше якщо зможеш»
- «Дрім данс»
- «Шлях»

## Перемоги у конкурсах
- Міжнародний конкурс артистів балету імені Сержа Лифаря. Срібна медаль. 2004 рік
- Міжнародний конкурс артистів балету в Москві. Бронзова медаль. 2005 рік.
- VI Міжнародний конкурс артистів балету імені Сержа Лифаря. Золота медаль. 2006 рік.